# Ian McShane
Pour les articles homonymes, voir McShane.
Ian McShane [ˈiːən ˈdeɪvɪd məkˈʃeɪn], né le 29 septembre 1942 à Blackburn, en Angleterre, est un acteur, producteur et réalisateur britannique. 
Il est notamment connu pour son rôle du propriétaire de saloon Al Swearengen dans la série Deadwood (2004-2006) et ses apparitions dans de nombreux films et séries télévisées.

## Biographie

### Jeunesse
McShane est né à Blackburn, Lancashire, fils d'Irène (née Cowley) et du célèbre footballeur écossais Harry McShane. McShane a grandi à Urmston, Lancashire et a étudié à Stretford Grammar School.

### Carrière
De 1986 à 1994, il tient le rôle de l'antiquaire Lovejoy durant les 71 épisodes de la série Les Règles de l'art (en) (Lovejoy en version originale), diffusée sur la BBC One. 
De 2004 à 2006, Ian McShane fait partie de la distribution principale de la série western Deadwood, avec à ses côtés une multitude d'acteurs et d'actrices comme Timothy Olyphant dans le rôle du shérif Seth Bullock ou encore Robin Weigert dans celui de Calamity Jane. McShane y tient le rôle d'Al Swearengen, un propriétaire de bar sournois. Bien que récoltant des retours extrêmement favorables, la série est abruptement annulée après la diffusion de sa troisième saison.
En 2006, il apparait dans le film Scoop de Woody Allen dans lequel il tient le rôle d'un journaliste décédé qui revient de manière fantomatique afin de donner une exclusivité à une jeune journaliste incarnée par Scarlett Johansson. 
En 2007, il incarne le beau-père d'Andy Samberg dans la comédie Hot Rod d'Akiva Schaffer. La même année, il prête sa voix au Capitaine Crochet dans le film d'animation Shrek le troisième ainsi qu'à l'ours Ragnar Sturlusson, un des antagonistes du film À la croisée des mondes : La Boussole d'or de Chris Weitz, adaptation du roman Les Royaumes du Nord de la trilogie littéraire de fantasy À la croisée des mondes de Philip Pullman,. 
En 2008, il prête sa voix au léopard Tai Lung, le principal antagoniste du film d'animation Kung Fu Panda. En 2009, il participe au film d'animation Coraline de Henry Selick. Dans cette adaptation du roman de Neil Gaiman, Ian McShane donne voix à M. Bobinsky, un gymnaste russe et voisin de la jeune Coraline jouée par Dakota Fanning.
En 2011, Ian McShane est choisi pour incarner le terrible pirate Barbe Noire, en opposition au capitaine Jack Sparrow joué par Johnny Depp, dans le film Pirates des Caraïbes : La Fontaine de jouvence, quatrième volet de la franchise Pirates des Caraïbes. Doté d'un budget de 410 000 000 US$, cette grande production devient le film le plus cher de l'histoire du cinéma. Cette somme est largement remboursée puisque le film récolte plus d'1 000 000 000 US$, faisant également de lui un des plus gros succès du box-office mondial,.
En 2012, il joue Beith, le chef d'une troupe de huit nains dans le film Blanche-Neige et le Chasseur, avec Kristen Stewart et Chris Hemsworth dans les rôles principaux,. Toujours dans la fantasy, il est l'année d'après le roi Brahmwell dans le film Jack le chasseur de géants de Bryan Singer, d'après les contes Jack le tueur de géants et Jack et le Haricot magique. 
En 2014, il prête ses traits à Winston, le dirigeant de l'hôtel Continental dans le film John Wick mettant en scène Keanu Reeves dans le rôle titre. Le film, d'un budget de 20 millions de dollars connait un certain succès en glanant 86 millions de dollars au box office mondial. Soutenu par de solides critiques, le film relance la carrière de Reeves et enclenche également une franchise à laquelle Ian McShane participe continuellement, étant présent dans le dernier volet qui est sorti en 2023,,. Il incarne également Amphiaraos d'Argos, dans le film Hercule de Brett Ratner, porté par Dwayne Johnson. 
En 2015, il joue le rôle du milliardaire Andrew Finney tout au long de la troisième saison de la série Ray Donovan portée par Liev Schreiber. 
En 2016, il apparait en tant qu'invité dans le septième épisode de la sixième saison de la série de fantasy populaire Game of Thrones, diffusée sur HBO. Il y joue le rôle du Frère Ray, un meurtrier repenti qui tente de venir en aide à Sandor Clegane / Le Limier, afin qu'il abandonne lui aussi sa vie tumultueuse. Il apparait également dans le rôle de Sir Roger Scatcherd dans la mini-série Docteur Thorne, adaptation de l'œuvre de Anthony Trollope. 
En 2017, il reprend le rôle de Winston dans le deuxième volet de la franchise John Wick. La même année, il fait également partie de la distribution de la série American Gods, d'après le roman de Neil Gaiman paru en 2001. L'acteur y tient le rôle de Mr. Wednesday, un dieu qui décide de partir en guerre contre les nouvelles divinités. En mars 2021, la chaine Starz décide d'annuler la série après la diffusion de la troisième saison.
En 2018, il prête sa voix au vieux loup de mer William Avery dans le court métrage animé de Google Spotlight Stories et du réalisateur John Kahrs, Age of Sail.
En 2019, il reprend une nouvelle fois le rôle de Winston dans le film John Wick Parabellum ainsi que dans le jeu vidéo John Wick Hex (en),. Il succède également à l'acteur John Hurt dans le rôle du professeur Trevor Bruttenholm dans le film Hellboy de Neil Marshall. Cette nouvelle adaptation des comics de Mike Mignola, avec David Harbour dans le rôle titre, est un échec critique et commercial. Comme une grande partie de ses anciens partenaires de jeu, l'acteur reprend son rôle dans le téléfilm Deadwood: The Movie, soit treize ans après l'arrêt de la série. Enfin, il fait une apparition spéciale dans le le premier épisode de la vingt-et-unième saison de la série policière New York, unité spéciale, dans laquelle il joue un magnat des médias accusé d'agression sexuelle.
En 2021, il prête sa voix au barman Artémis dans le vingt-deuxième épisode de la trente-deuxième saison de la série d'animation populaire Les Simpsons.
En 2022, il prête sa voix au gorille Saiwa dans le film d'animation Le Dragon de mon père (My Father's Dragon) de Nora Twomey.
Ian McShane reprend son rôle de Winston dans le film John Wick : Chapitre 4 qui sort le 24 mars 2023 aux États-Unis. Il est également annoncé pour reprendre le personnage dans le dérivé Ballerina, porté par Ana de Armas[pas clair].

### Vie privée
En 1977, il vit avec Sylvia Kristel, après leur rencontre sur le tournage du Cinquième Mousquetaire. Leur relation, qui s'avère tumultueuse, dure cinq ans. Le couple se drogue quotidiennement, notamment avec de la cocaïne, boit beaucoup, et se dispute parfois violemment. Un jour, McShane pousse Krystel enceinte dans les escaliers, ce qui lui fait perdre l'enfant. Elle quitte McShane après cette tragédie.
Il est actuellement marié à Gwen Humble.

## Filmographie

### Comme acteur

#### Cinéma

##### Années 1960
- 1962 : The Wild and the Willing de Ralph Thomas : Harry
- 1965 : Les Filles du plaisir (The Pleasure Girls) de Gerry O'Hara : Keith Dexter
- 1966 : Sky West and Crooked de John Mills : Roibin Krisenki
- 1969 : Mardi, c’est donc la Belgique (If It's Tuesday, This Must Be Belgium) de Mel Stuart : Charlie Cartwright
- 1969 : La Bataille d'Angleterre (Battle of Britain) de Guy Hamilton : Sgt. Pilot Andy

##### Années 1970
- 1970 : Pussycat, Pussycat, I Love You (en) de Rodney Amateau : Fred C. Dobbs
- 1970 : Tam Lin (The Ballad Of Tam Lin) de Roddy McDowall : Tom Lynn
- 1971 : Freelance de Francis Megahy : Mitch
- 1971 : Salaud (Villain) de Michael Tuchner : Wolfe Lissner
- 1972 : Left Hand of Gemini
- 1972 : La Cible hurlante (Sitting Target) de Douglas Hickox : Birdy Williams
- 1973 : Les Invitations dangereuses (The Last of Sheila) de Herbert Ross : Anthony
- 1975 : Un homme voit rouge (Ransom) de Casper Wrede : Ray Petrie
- 1975 : Le Voyage de la peur (Journey Into Fear) de Daniel Mann : Banat
- 1979 : Un casse en or (The Great Riviera Bank Robbery) de Francis Megahy :  le cerveau
- 1979 : Le Cinquième Mousquetaire (The Fifth Musketeer) de Ken Annakin : Fouquet
- 1979 : Yesterday's Hero de Neil Leifer : Rod Turner

##### Années 1980
- 1981 : Cheaper to Keep Her de Ken Annakin : le Dr Alfred Sunshine
- 1983 : Surexposé (Exposed) de James Toback : Greg Miller
- 1984 : Témoin indésirable (Ordeal by Innocence) de Desmond Davis : Philip Durant
- 1985 : Too Scared to Scream de Tony Lo Bianco : Vincent Hardwick
- 1985 : Torchlight de Thomas J. Wright : Sidney
- 1987 : Grand Larceny de Jeannot Szwarc : Flanagan

##### Années 2000
- 2000 : Sexy Beast de Jonathan Glazer : Teddy Bass
- 2002 : Bollywood Queen de Jeremy Wooding : Frank
- 2003 : Cody Banks, agent secret (Agent Cody Banks) de Harald Zwart : Brinkman
- 2003 : Nemesis Game de Jesse Warn : Jeff Novak
- 2005 : Nine Lives de Rodrigo Garcia : Larry
- 2006 : We Are Marshall de McG : Paul Griffen
- 2006 : Scoop de Woody Allen : Joe Strumble
- 2007 : Hot Rod d'Akiva Schaffer : Franck Powell
- 2007 : Shrek le troisième (Shrek the Third) de Chris Miller et Raman Hui : le capitaine Crochet (voix)
- 2007 : À la croisée des mondes : La Boussole d'or (His Dark Materials: The Golden Compass) de Chris Weitz : Ragnar Sturlusson (voix)
- 2007 : Les Portes du temps (The Seeker) de David L. Cunningham : Merriman Lyon
- 2008 : Kung Fu Panda de Mark Osborne et John Stevenson : Tai Lung (voix)
- 2008 : Coraline de Henry Selick : Mr Bobinsky (voix)
- 2008 : Course à la mort (Death Race) de Paul W. S. Anderson : le coach
- 2009 : Le Cas 39 (Case 39) de Christian Alvart : l'inspecteur Mike Barron

##### Années 2010
- 2010 : 44 Inch Chest de Malcolm Venville : Meredith
- 2010 : L'Apprenti sorcier (The Sorcerer's Apprentice) de Jon Turteltaub : le narrateur
- 2010 : Kung Fu Panda : Bonnes Fêtes (Kung Fu Panda Holiday) de Tim Johnson : Tai Lung (voix)
- 2011 : Pirates des Caraïbes : La Fontaine de Jouvence (Pirates of the Caribbean: On Stranger Tides) de Rob Marshall : Edward Teach / Barbe Noire
- 2012 : Blanche-Neige et le Chasseur (Snow White & the Huntsman) de Rupert Sanders : Beith
- 2012 : Jack le chasseur de géants (Jack the Giant Killer) de Bryan Singer : le roi Brahmwell
- 2014 : Hercule (Hercules) de Brett Ratner : Amphiaraos
- 2014 : Salsa Fury (Cuban Fury) de James Griffiths : Ron
- 2014 : El Niño de Daniel Monzón : l'Anglais
- 2014 : John Wick de David Leitch et Chad Stahelski : Winston Scott
- 2016 : Grimsby : Agent trop spécial (The Brothers Grimsby) de Louis Leterrier : le chef du MI6
- 2016 : Desert Gun (The Hollow Point) de Gonzalo López-Gallego : le shériff Leland Kilbaught
- 2017 : John Wick 2 de Chad Stahelski : Winston Scott
- 2017 : L'Ultime Combat (Jawbone) de Thomas Napper : Joe Padgett
- 2018 : Age of Sail de John Kahrs : William Avery (voix)
- 2019 : Hellboy de Neil Marshall : le professeur Trevor Bruttenholm
- 2019 : John Wick Parabellum de Chad Stahelski : Winston Scott

##### Années 2020
- 2022 : Le Dragon de mon père (My Father's Dragon) de Nora Twomey : le gorille Saiwa
- 2023 : John Wick : Chapitre 4 (John Wick: Chapter 4) de Chad Stahelski : Winston Scott
- 2024 : Kung Fu Panda 4 de Stephanie Stine et Mike Mitchell : Tai lung (voix)
- 2024 : American Star de Gonzalo López-Gallego : Wilson
- 2024 : Deep Cover de Tom Kingsley
- 2025 : Ballerina de Len Wiseman : Winston Scott

#### Télévision
- 1963 : Funny Noises with Their Mouths (TV) : [Qui ?]
- 1964 : Z-Cars (TV) : Barry
- 1966 : The Private Tutor (TV) : Frank
- 1966 : You Can't Win (série télévisée) : Joe Lunn
- 1967 : Wuthering Heights (série télévisée) : Heathcliff
- 1968 : Funeral Games (TV) : Caulfield
- 1972 : Whose Life Is It Anyway? (TV) : Ken Harrison
- 1975 : Cosmos 1999 (Space: 1999) (série télévisée) : Anton Zoref (épisode 1-9)
- 1975 : The Lives of Jenny Dolan (TV) : Saunders
- 1977 : Racines (Roots) (feuilleton TV) : Sir Eric Russell
- 1977 : Jésus de Nazareth : Judas Iscariote
- 1977 : Code Name: Diamond Head (TV) : Sean Donavan / Father Horton / Colonel Butler
- 1978 : Life of Shakespeare (feuilleton TV) : Christopher Marlowe
- 1978 : Disraeli (feuilleton TV) : Benjamin Disraeli
- 1978 : Le Pirate (en) (The Pirate) (TV) : Rashid
- 1980 : Armchair Thriller (en) (TV) : Peter Curtis
- 1981-1982 : Magnum (2 épisodes)
- 1982 : The Letter (TV) : Geoff
- 1982 : Marco Polo (feuilleton TV) : Ali Ben Yussouf
- 1983 : Grace Kelly (TV) : prince Rainier de Monaco
- 1983 : Bare Essence (série télévisée) : Niko Theophilus
- 1985 : Tous les fleuves vont à la mer (télésuite en 4 épisodes) : Paul Lerner
- 1985 : A.D. (feuilleton TV) : Sejanus
- 1985 : Braker (TV) : Alan Roswell
- 1986 : Rocket to the Moon (TV) : Willy Wax
- 1986 : The Murders in the Rue Morgue (TV) : Prefect of Police
- 1986-1994 : Les Règles de l'art (en) (Lovejoy) (série télévisée) : Lovejoy (71 épisodes)
- 1987 : Deux Flics à Miami : Esteban Montoya (saison 3: épisode Coucou, qui est là ?)
- 1988 : La Grande Évasion 2 (The Great Escape II: The Untold Story) de Paul Wendkos et Jud Taylor (TV) : Roger Bushell
- 1988-1989 : Les Orages de la guerre (War and Remembrance) (feuilleton TV) : Philip Rule
- 1989 : Dick Francis : Twice Shy (TV) : David Cleveland
- 1989 : Dick Francis : In the Frame (TV) : David Cleveland
- 1989 : Dick Francis : Blood Sport (TV) : David Cleveland
- 1989 : Young Charlie Chaplin (TV) : Charles Chaplin Snr
- 1989 : Dallas (feuilleton TV) : Don Lockwood
- 1989 : Perry Mason: The Case of the Desperate Deception (TV) : Andre Marchand
- 1990 : Columbo : L'enterrement de Mme Columbo (Columbo: Rest in Peace, Mrs. Columbo) (TV) : Leland St. John
- 1994 : White Goods (TV) : Ian Deegan
- 1995 : Soul Survivors (TV) : Otis Cooke
- 1996 : Madson (série télévisée) : John Madson
- 1998 : Babylon 5: The River of Souls (TV) : Robert Bryson, Ph.D.
- 1999 : D.R.E.A.M. Team (TV)
- 2002 : Man and Boy (TV) : Marty Mann
- 2003 : Trust (série télévisée) : Alan Cooper-Fozzard
- 2004-2006 : Deadwood (série télévisée) : Al Swearengen (36 épisodes)
- 2008 : Bob l'éponge (épisode : Chers Vikings) : un viking (animation)
- 2009 : Kings (série télévisée) : Le Roi Silas Benjamin (13 épisodes)
- 2010 : Les Piliers de la terre (The Pillars of the Earth) (série télévisée) : Waleran (8 épisodes)
- 2012 : American Horror Story: Asylum (série télévisée) : Leigh Emerson (épisodes 8 et 9)
- 2015 : Ray Donovan (série télévisée) : M. Finney (saison 3, 9 épisodes)
- 2016 : Game of Thrones : Frère Ray (saison 6, épisodes 7)
- 2016 : Docteur Thorne : Sir Roger Scatcherd (2 épisodes)
- 2017-2021: American Gods : M. Wednesday (26 épisodes)
- 2019-2020 : New York, unité spéciale : Sir Tobias Moore (saison 21, épisodes 1 et 20)
- 2021 : Les Simpsons : Artémis (animation, saison 32, épisode 22)

#### Jeu vidéo
- 2019 : John Wick Hex (en) : Winston

### Comme producteur
- 1996 : Madson (série télévisée)
- 2009 : 44 Inch Chest (producteur exécutif)
- 2024 : American Star de Gonzalo López-Gallego

### Comme réalisateur
- 1986 : Les Règles de l'art (en) (Lovejoy) (série télévisée)

## Distinctions
- Meilleure prestation dans une série dramatique lors des Television Critics Association Awards 2004 pour Deadwood
- Golden Globe Award : Meilleur acteur dans une série télévisée dramatique en 2005 pour Deadwood

## Voix francophones
En version française, Ian McShane est doublé durant les années 1960, 1970 et 1980 par Jacques Thébault dans La Bataille d'Angleterre et Un homme voit rouge, Bernard Tiphaine dans Salaud et La Cible hurlante, ainsi qu'à titre exceptionnel par Gérard Hernandez dans Mardi, c’est donc la Belgique, Daniel Gall dans Les Invitations dangereuses, Michel Bedetti dans Jésus de Nazareth, Philippe Ogouz dans Racines et Jean Barney dans Dallas. Durant les années 1990, il est doublé par Gérard Rinaldi dans Babylon 5 : La Rivière des âmes et Jean Roche dans Columbo : L'Enterrement de Mme Columbo
Durant les années 2000, il est doublé par François Dunoyer dans Sexy Beast tandis que Pascal Renwick le double dans plusieurs épisodes de Deadwood avant d'être remplacé par Jacques Frantz. José Luccioni le double une première fois dans En immersion, tandis qu'Hervé Jolly le double dans La Treizième Dimension et We Are Marshall. Jean Barney le retrouve dans Cody Banks, agent secret, de même que Bernard Tiphaine dans Scoop.
Depuis 2007, l'acteur est régulièrement doublé par Philippe Catoire, ce dernier étant sa voix dans À la croisée des mondes : La Boussole d'or, John Wick, Hellboy. Parallèlement, il est doublé de 2009 à 2014 par Patrick Floersheim dans Le Cas 39, American Horror Story, Jack le chasseur de géants, Hercule.
Il est également doublé par Féodor Atkine dans Course à la mort et Salsa Fury, Richard Darbois dans Kings et Les Piliers de la terre, Bernard Métraux dans Les Portes du temps, Lionel Tua dans L'Apprenti sorcier, de nouveau Bernard Tiphaine dans Pirates des Caraïbes : La Fontaine de jouvence, Patrick Raynal dans Blanche-Neige et le Chasseur et Ray Donovan, Gérard Surugue dans Grimsby : Agent trop spécial, Hervé Caradec dans Game of Thrones, ou encore Jean-Michel Vovk dans Desert Gun. José Luccioni le retrouve dans American Gods.